# Omar Prewitt
Omar Morgan Prewitt (Mount Sterling (Kentucky), 24 de septiembre de 1994) es un jugador de baloncesto estadounidense que actualmente se encuentra sin equipo. Mide 2,01 metros y juega en la posición de ala-pívot.

## Trayectoria profesional
Formado en la universidad de William & Mary Tribe realizando unos promedios de  15.7 puntos, 6.2 rebotes y 3.2 asistencias por partido. 
Tras no ser drafteado en 2017, su primera experiencia como profesional sería en Lituania en las filas del BC Šiauliai, donde jugaría varios meses realizando unos promedios de 8.5 puntos y 3.2 rebotes por partido, antes de fichar en enero de 2018 por el Aris Salónica BC de la A1 Ethniki, para reforzar al equipo griego en la segunda vuelta de la temporada 2017-18.
En la temporada 2021-22, firma por el Brose Bamberg de la Basketball Bundesliga.